# Coupe de France masculine de handball 1975-1976
Navigation
Coupe de France 1956-1957 Coupe de France 1977-1978
La Coupe de France masculine de handball 1975-1976 est la 2e édition de la compétition, dix-ans après la première en 1956-1957.
Le Stade Marseillais Université Club remporte sa première Coupe de France en disposant en finale de Villemomble-Sports, club de Championnat de France de Nationale II.

## Résultats

### Deuxième tour
Le deuxième tour s'est déroulé les 1er (aller) et 8 novembre 1975 (retour). L'équipe évoluant à domicile n'est pas connue.
| Équipe 1                        | Score           | Équipe 2                | Aller   | Retour          |
| ------------------------------- | --------------- | ----------------------- | ------- | --------------- |
| SMEC Metz                       | 50 – 17         | AC Boulogne-Billancourt | 21 – 4  | 29 – 13         |
| ASP Police Paris                | 61 – 40         | ASPTT Évreux            | 30 – 20 | 31 – 20         |
| HBC Merlebach-Freyming          | 44 – 24         | ASPTT Mulhouse          | 19 – 15 | 25 – 9          |
| ASPTT Limoges                   | 39 – 36         | Handball Club Nantais   | 24 – 16 | 15 – 20         |
| AS Monaco                       | 33 – 30         | CSM Seynois             | 24 – 14 | 9 – 16          |
| USAM Nîmes Gard                 | 43 – 32         | ZS Tardets              | 24 – 16 | 19 – 16         |
| Montpellier UC                  | 36 – 38         | AS Cannes               | 21 – 20 | 15 – 18         |
| Olympique Antibes Juan-les-Pins | 44 – 30         | USC Rouvière Marseille  | 23 – 19 | 21 – 11         |
| ES St-Martin-d'Hères            | 36 – 26         | ASB Villeurbanne        | 17 – 14 | 19 – 12         |
| AS Caluire                      | 44 – 32         | Stade clermontois       | 23 – 17 | 21 – 15         |
| AG Montbard                     | 33 – 37         | FHB Fontaines-sur-Saône | 18 – 17 | 15 – 20         |
| HBC Villefranche-sur-Saône      | 41 – 38         | ASMJC Annecy            | 20 – 15 | 21 – 23         |
| US Saintes                      | 43 – 32         | Poitiers EC             | 17 – 12 | 26 – 20         |
| PL Avranches                    | 32 – 22         | USAM Brest              | 15 – 12 | 17 – 10         |
| CSC Le Mans                     | 38 – 25         | Saint-Nazaire US        | 19 – 10 | 19 – 15         |
| ESS Dieulouard                  | 30 – 33         | ES Besançon             | 17 – 8  | 13 – 25         |
| ASPTT Strasbourg                | 44 – 32         | ASPTT Dijon             | 20 – 15 | 24 – 17         |
| ASC Herserange                  | 30 – 32         | Molsheim OC             | 14 – 13 | 16 – 19         |
| USB Longwy                      | 47 – 48         | Villemomble Handball    | 19 – 18 | 28 – 30         |
| ASPTT Bar-le-Duc                | 29 – 24         | COM Argenteuil          | 17 – 16 | 12 – 8          |
| SE Beaune                       | 38 – 31         | ES Montgeron            | 23 – 12 | 15 – 19         |
| ESM Gonfreville l'Orcher        | 43 – 29         | RC Versailles           | 18 – 10 | 25 – 19         |
| PL Troyes                       | 40 – 37         | Bois-Colombes Sports    | 18 – 17 | 22 – 20         |
| ES Falaise                      | forfait Falaise | AS Poissy               | 21 – 14 | forfait Falaise |
| ES Colombes                     | 43 – 27         | ES Stains               | 19 – 13 | 24 – 14         |
| CO Billancourt                  | 43 – 30         | SPN Vernon              | 24 – 16 | 19 – 14         |
| FR Fleurines                    | 46 – 35         | SCA Fontenay-sous-Bois  | 22 – 12 | 24 – 23         |
| AS Mantes                       | 39 – 26         | ASPTT Caen              | 22 – 11 | 17 – 15         |
| Racing Club de France           | 30 – 23         | CSM Sully-sur-Loire     | 16 – 13 | 14 – 10         |
| US Dunkerque                    | 40 – 26         | VGA Saint-Maur          | 19 – 13 | 21 – 13         |
| Amiens SC                       | 54 – 37         | US Créteil              | 27 – 16 | 27 – 21         |

### Troisième tour
Le troisième tour s'est déroulé les 22 (aller) et 29 (retour) novembre 1975. L'équipe évoluant à domicile n'est pas connue.
| Équipe 1                   | Score   | Équipe 2                 | Aller   | Retour  |
| -------------------------- | ------- | ------------------------ | ------- | ------- |
| HBC Villefranche-sur-Saône | 42 – 30 | ES Besançon              | 17 – 13 | 25 – 17 |
| AS Caluire                 | 39 – 35 | FHB Fontaines-sur-Saône  | 25 – 19 | 14 – 16 |
| ES Colombes                | 50 – 36 | Racing Club de France    | 24 – 17 | 26 – 19 |
| CO Billancourt             | 48 – 33 | ASPTT Limoges            | 32 – 17 | 16 – 16 |
| US Saintes                 | 39 – 34 | CSC Le Mans              | 24 – 16 | 15 – 18 |
| PL Troyes                  | 34 – 33 | ASPTT Bar-le-Duc         | 21 – 16 | 13 – 17 |
| SMEC Metz                  | 29 – 22 | Molsheim OC              | 14 – 13 | 15 – 9  |
| ASPTT Strasbourg           | 42 – 37 | HBC Merlebach            | 19 – 15 | 23 – 22 |
| AS Cannes                  | 39 – 24 | O Antibes Juan-les-Pins  | 20 – 8  | 19 – 16 |
| CSM La Seyne               | 34 – 38 | USAM Nîmes Gard          | 18 – 17 | 16 – 21 |
| ASU Lyon                   | 36 – 27 | ES St-Martin-d'Hères     | 17 – 16 | 19 – 11 |
| AS Mantes                  | 32 – 35 | SE Beaune                | 22 – 15 | 10 – 20 |
| US Dunkerque               | 30 – 39 | ESM Gonfreville l'Orcher | 17 – 17 | 13 – 22 |
| Amiens SC                  | 43 – 50 | Villemomble Handball     | 24 – 19 | 19 – 31 |
| AS Poissy                  | 38 – 35 | Fleurines                | 19 – 11 | 19 – 24 |
| PL Avranches               | 23 – 30 | ASP Police Paris         | 14 – 14 | 9 – 16  |

### Seizièmes de finale
Les seizièmes de finale se sont déroulés les 27 et 28 décembre 1975. L'équipe à domicile n'est pas connue.
| Équipe 1                     | Score   | Équipe 2                   |
| ---------------------------- | ------- | -------------------------- |
| Villemomble Handball         | 22 – 19 | US Ivry                    |
| ESM Gonfreville l'Orcher     | 18 – 17 | APAS Paris                 |
| SS Voltaire Châtenay-Malabry | 19 - 17 | US Saintes                 |
| RC Strasbourg                | 15 – 14 | SMEC Metz                  |
| Laetitia Nantes              | 24 – 19 | ES Colombes                |
| Stade Marseillais UC         | 19 – 13 | USAM Nîmes Gard            |
| ASEA Toulouse                | 27 – 23 | AS Cannes HB               |
| SE Beaune                    | 17 – 15 | ASU Lyon                   |
| PL Troyes                    | 22 – 13 | FC Mulhouse                |
| US Altkirch                  | 22 – 17 | CO Billancourt             |
| FC Sochaux                   | 23 – 22 | HBC Villefranche-sur-Saône |
| ASPTT Metz                   | 18 – 11 | ASPTT Strasbourg           |
| SLUC Nancy                   | 21 – 17 | ASP Police Paris           |
| Paris UC                     | 26 – 15 | AS Poissy                  |
| USM Gagny                    | 27 – 19 | Billy-Montigny             |

### Huitièmes de finale
Les huitièmes de finale se sont déroulés les 14 et 15 février 1976. L'équipe évoluant à domicile n'est pas connue.
| Équipe 1                     | Score   | Équipe 2                |
| ---------------------------- | ------- | ----------------------- |
| SS Voltaire Châtenay-Malabry | 25 – 17 | Laetitia Nantes         |
| ESM Gonfreville l'Orcher     | 18 – 16 | USM Gagny               |
| ASEA Toulouse                | 25 – 17 | AS Caluire              |
| Stade Marseillais UC         | 16 – 13 | SE Beaune               |
| Villemomble Handball         | 20 – 18 | FC Sochaux              |
| ASPTT Metz                   | 16 – 15 | SLUC Nancy              |
| RC Strasbourg                | 15 – 14 | Paris UC                |
| PL Troyes                    | 26 – 21 | Union sportive Altkirch |

### Finale
Le 8 mai 1976 au Stade Pierre-de-Coubertin, le SMUC Marseille bat le Villemomble-Sports 16 à 14 :
| 8 mai 1976 | SMUC Marseille     | 16 – 14 | Villemomble-Sports (Nat. II) | Stade Pierre-de-Coubertin, Paris |
| 8 mai 1976 | Roger Abrahamian 5 |         | Roland Orêve 5               | Stade Pierre-de-Coubertin, Paris |

- SMUC (16) : Armand Griffon, Marcel Merlaud, Maurice Matteoni (4) , Thierry Coupeaud (1 pen), Christian Sinsoilliez (3 dont 1 pen), Alain Fouilhe (2), Gérard Doutre (1), Michel Debant, Martial Incamdela, Bernard Bousvenaud, Roger Abrahamian (5), Richard Estaque.
- Villemomble (14) : Yves Grunenwald, Didier Verlinde, Patrick Chepy (1), Jean-François Valli, Gérard Poulain (1), Patrick Olivry, Michel Zahm (2), Jean-Jacques Brunet (3), Jean-Claude Denis, Marc Méjean (2), Roland Orêve (5 dont 2 pen), Hubert Dezeustre.